# Joaquim de Araújo
Joaquim de Araújo (Penafiel, 16 de Julho de 1858 - Sintra, 11 de Maio de 1917) foi um poeta português que muito contribui para a divulgação da cultura portuguesa pelo mundo.

## Biografia
Nasceu em Penafiel, a 16 Julho 1858 e faleceu em Sintra em 1917. A sua vida pessoal ficou muito marcada, inicialmente, pela morte das suas irmãs e da sua mãe. Com a morte do pai, acentuou-se o carácter trágico da sua existência. Formado em Letras, destacou-se como escritor, poeta e diplomata.
Fundou e dirigiu, de 1873 a 1876, a revista "Harpa", a qual contou com a colaboração de nomes como: Antero de Quental (amigo pessoal do escritor), Teófilo Braga, Gonçalves Crespo, entre outros. A amizade com Antero datava já da sua adolescência, por via da amizade entre entre o pai de Joaquim de Araújo e o poeta açoriano (tendo como amigo em comum Germano Vieira de Meireles). Em carta a Teófilo Braga, datada de 1908, chega a dizer que '...nunca pedi dinheiro emprestado a ninguém senão a Antero, que me emprestou três libras quando eu precisava apenas de duas'.
Publicou alguns volumes de versos líricos, tendo a sua obra de estreia "Lira Íntima", merecido grande aceitação e especial relevo no espaço literário da sua geração.
Pertenceu à "Academia das Ciências", ao "Instituto de Coimbra", à "Sociedade de Geografia de Lisboa" e à "Sociedade de Geografia Comercial do Porto".
Fundou em 1882, no Porto, o Grémio Literário e Recreativo Infante D. Henrique, instituição que visava contribuir para a aculturação intelectual das classes operárias. Foi um dos fundadores da Sociedade Nacional Camoneana.
Entre 1888 e 1911 manteve uma relação amorosa/epistolar com Alice Moderno, residente na Ilha de S.Miguel, Açores. Foram trocadas cerca de 71 cartas entre ambos, mas a relação nunca se chegou, efectivamente, a consolidar.
Em 1894 foi nomeado cônsul de Portugal em Génova, Itália (cargo que ocupa até 1913), país onde publicou inúmeros trabalhos de divulgação da cultura portuguesa, tradução etc.
A 30 de Abril de 1916 desembarca em Lisboa, bastante diminuído física e mentalmente com tuberculose pulmonar, vindo a falecer na Casa da Saúde do Telhal, em Sintra, a 11 de Maio de 1917,  tendo todas as suas despesas sido pagas pelo governo português como forma de reconhecimento de uma vida dedicada à divulgação da cultura portuguesa (o magnífico estudo do Professor António Ferreira de Brito, que em baixo se coloca ao dispor do leitor, revela bem a importância de Joaquim de Araújo na divulgação das letras portuguesas no estrangeiro). O seu nome está atribuído ao 'Agrupamento de Escolas Joaquim de Araújo', em, Guilhufe, Penafiel.
Encontra-se colaboração da sua autoria na revista A Arte Portuguesa (1895).

## Links
- Joaquim de Araújo e a expansão europeia da Cultura Portuguesa, Ferreira de Brito, Instituto de Estudos Franceses da Universidade do Porto
- Câmara Municipal de Penafiel

- Obras de Joaquim de Araújo na Biblioteca Nacional de Portugal